# Ivan Sabanov
Ivan Sabanov (ur. 25 czerwca 1992 w Suboticy) – serbski tenisista do 2021 roku reprezentujący Chorwację.
Jego brat bliźniak Matej również jest tenisistą.

## Kariera tenisowa
W rozgrywkach z cyklu ATP Tour wygrał jeden turniej w grze podwójnej z dwóch osiągniętych finałów. Ponadto triumfował w jednym turnieju deblowym rangi ATP Challenger Tour.
Najwyżej klasyfikowany w rankingu gry pojedynczej na 907. miejscu (25 sierpnia 2014), a w zestawieniu gry podwójnej na 94. pozycji (18 października 2021).

### Finały w turniejach ATP Tour
| Legenda                                      |
| -------------------------------------------- |
| Wielki Szlem                                 |
| Igrzyska olimpijskie                         |
| Tennis Masters Cup / ATP Finals              |
| ATP Masters Series / ATP Tour Masters 1000   |
| ATP International Series Gold / ATP Tour 500 |
| ATP International Series / ATP Tour 250      |

#### Gra podwójna (1–1)
| Końcowy wynik | Nr | Data             | Turniej | Nawierzchnia | Partner       | Przeciwnicy                 | Wynik finału |
| ------------- | -- | ---------------- | ------- | ------------ | ------------- | --------------------------- | ------------ |
| Zwycięzca     | 1. | 24 kwietnia 2021 | Belgrad | Ceglana      | Matej Sabanov | Ariel Behar Gonzalo Escobar | 6:3, 7:6(5)  |
| Finalista     | 1. | 9 kwietnia 2022  | Houston | Ceglana      | Matej Sabanov | Matthew Ebden Max Purcell   | 3:6, 3:6     |